# Kailapalamandau
Kailapalamandau (nep. कैलपालमाण्डौ) – gaun wikas samiti w zachodniej części Nepalu w strefie Mahakali w dystrykcie Dadeldhura. Według nepalskiego spisu powszechnego z 2001 roku liczył on 794 gospodarstw domowych i 4222 mieszkańców (2296 kobiet i 1926 mężczyzn).